# Коплотовце
Коплотовце (слч. Koplotovce) насељено је мјесто са административним статусом сеоске општине (слч. obec) у округу Хлоховец, у Трнавском крају, Словачка Република.

## Становништво
| Година:    | 1994. | 2004.   | 2014.    | 2024.    |
| ---------- | ----- | ------- | -------- | -------- |
| Број људи: | 541   | 580     | 768      | 848      |
| Разлика:   |       | +7,20 % | +32,41 % | +10,41 % |

| Година:    | 2023. | 2024.   |
| ---------- | ----- | ------- |
| Број људи: | 827   | 848     |
| Разлика:   |       | +2,53 % |

Према подацима о броју становника из 2024. године насеље је имало 848 становника.